# Мендельсон, Эдуард
Эдуард Мендельсон (англ. Edward Mendelson; род. 15 марта 1946, Нью-Йорк) — американский учёный, специалист по британской литературе XIX в. и британской и американской литературе XX в.
Профессор Колумбийского университета, где трудится с 1981 года, также преподавал в Йеле и Гарварде.
Член Американской академии искусств и наук (2015) и Американского философского общества (2017), Королевского литературного общества. Литературный приказчик Уистена Хью Одена.
Окончил Рочестерский университет (бакалавр, 1966). В 1969 году получил степень доктора философии в Университете Джонса Хопкинса — с диссертацией по Одену.
С 1987 года редактор PC Magazine.
Публиковался на страницах New York Review of Books, London Review of Books, TLS, New York Times Book Review.
Автор книг Early Auden (1981), Later Auden (1999), The Things That Matter: What Seven Classic Novels Have to Say About the Stages of Life (2006), Moral Agents.
Супруга — писательница Черил Мендельсон (Cheryl Mendelson).